# Ronan Lancelot
Pour les articles homonymes, voir Lancelot.
Ronan Lancelot (né en 1975) était un journaliste et critique de bande dessinée français, ancien élève de l'Institut d'études politiques de Grenoble. Il est également scénariste. Il est depuis 2018 directeur de la galerie Huberty & Breyne dans le 8e arrondissement de Paris.

## Biographie
Il a été rédacteur en chef du magazine Fluide glacial de 2000 à 2003. Il n’est plus rédacteur du journal Vocable. Il collabore aux Dossiers de la bande dessinée, à Actua BD, au Cri du Margouillat (La Réunion) et à BoDoï.
Chez l'éditeur réunionnais Centre du monde, il participe en tant que scénariste, avec l'équipe du Cri du Margouillat, aux albums collectifs Marmites créoles en 2010, puis Musiques créoles en 2011,.
Il est l'auteur d'une monographie de Yann Le Pennetier intitulée un Harem de papier (ed. Toth) et il est occasionnellement traducteur, notamment pour Autres histoires de Derek Kirk Kim (ed. 6 pieds sous terre).